# Tir als Jocs Olímpics d'estiu de 1920 - Rifle militar, 300 metres bocaterrosa
La competició de rifle militar, 300 metres bocaterrosa va ser una de les vint-i-una proves del programa de Tir dels Jocs Olímpics d'Anvers de 1920. Es disputà el 29 i 30 de juliol de 1920 i hi van prendre part 22 tiradors procedents de 7 nacions diferents.

## Medallistes
| Or               | Plata              | Bronze             |
| Otto Olsen (NOR) | Léon Johnson (FRA) | Fritz Kuchen (SUI) |

## Resultats
La puntuació màxima possible era 60 punts.
| Pos. | Tirador                    | Punts      | Desempat |
| ---- | -------------------------- | ---------- | -------- |
| 1    | Otto Olsen (NOR)           | 60         |          |
| 2    | Léon Johnson (FRA)         | 59         | 58       |
| 3    | Fritz Kuchen (SUI)         | 59         | 57       |
| 4    | Vilho Vauhkonen (FIN)      | 59         | 56       |
| 5    | Achille Paroche (FRA)      | 59         | 56       |
| 6    | Erik Blomqvist (SWE)       | 58         |          |
| 6    | Mauritz Eriksson (SWE)     | 58         |          |
| 6    | Hugo Johansson (SWE)       | 58         |          |
| 6    | Lloyd Spooner (USA)        | 58         |          |
| 6    | Albert Helgerud (NOR)      | 58         |          |
| 6    | Olaf Sletten (NOR)         | 58         |          |
| -    | Lars Jørgen Madsen (DEN)   | 57         |          |
| -    | Ture Holmberg (SWE)        | 57         |          |
| -    | Gustaf Adolf Jonsson (SWE) | 57         |          |
| -    | Werner Jernström (SWE)     | 57         |          |
| -    | Erik Ohlsson (SWE)         | 57         |          |
| -    | Harry Adams (USA)          | 57         |          |
| -    | Willis A. Lee (USA)        | 56         |          |
| -    | Frederick Hird (USA)       | 55         |          |
| -    | Joseph Jackson (USA)       | 54         |          |
| -    | Erik Sætter-Lassen (DEN)   | desconegut |          |
| -    | Niels Larsen (DEN)         | desconegut |          |
| -    | Christen Møller (DEN)      | desconegut |          |
| -    | Anders Andersson (DEN)     | desconegut |          |